# My Hero (singolo)
My Hero è un singolo del gruppo musicale statunitense Foo Fighters, pubblicato il 19 gennaio 1998 come terzo estratto dal secondo album in studio The Colour and the Shape.

## Descrizione
Nonostante sia stato pubblicato nel 1998, il brano fu eseguito dal gruppo dal vivo già a partire dal 1995 durante la tournée in supporto a Foo Fighters. Il frontman Dave Grohl affermò che il testo è dedicato agli eroi ordinari, quelli del quotidiano, dal momento che lui stesso non ha mai avuto eroi musicali o sportivi sin da bambino. Durante l'apparizione dei Foo Fighters nel 2009 al programma VH1 Storytellers, Grohl spiegò che la canzone fu scritta durante la visione di film degli anni ottanta come La ragazza di San Diego, basandosi principalmente sulle figure di Peter Stahl e Chip Donaldson (il compagno di sua madre), senza neanche rendersene conto.
Nell'episodio del 21 settembre 2001 di The Late Late Show with Craig Kilborn, in onda sulla CBS, Grohl e il bassista Nate Mendel hanno eseguito una versione acustica del brano, venendo riproposta durante il tour acustico del 2006 (questa volta con la formazione al completo), successivamente immortalato nell'album dal vivo Skin and Bones. Un'ulteriore versione, sempre acustica, è stata eseguita da Grohl in una puntata di The Howard Stern Show. Nel 2012 i Foo Fighters eseguirono una versione acustica e ridotta del brano durante l'apparizione alla fine della Convention Democratica Nazionale del 2012.

## Utilizzo nei media
My Hero è menzionato nel film Varsity Blues durante la scena della finale di football; tale scena è stata poi oggetto di parodia nel film del 2001 Non è un'altra stupida commedia americana. Fa inoltre parte della colonna sonora del gioco Gran Turismo 2 ed è stato reso disponibile nel 2008 come contenuto scaricabile per la serie di videogiochi musicali Rock Band insieme al resto dell'album. Nel 2010 è stato utilizzato nei film Somewhere e I poliziotti di riserva, mentre l'anno seguente è stato inserito nell'album a scopo benefico Songs for Japan (inciso all'indomani del terremoto e maremoto del Tōhoku del 2011).

Nel 2008 l'allora candidato repubblicano alle elezioni presidenziali negli Stati Uniti d'America del 2008, John McCain, utilizzò My Hero durante i propri comizi. Ciò portò il gruppo a criticare l'operato di McCain, sostenendo di aver utilizzato il brano senza il loro permesso:
 L'ufficio di McCain specificò che il brano fu usato legittimamente sotto una licenza che non richiede il permesso dell'artista e che tutte le royalty furono pagate.

## Video musicale
Il video, diretto da Grohl, mostra un uomo correre in un edificio in fiamme per trarre in salvo il bimbo di una donna, il cane di una seconda donna e, infine, una fotografia incorniciata della prima donna. Il bambino ed il cane, i cui occhi sono oscurati, rappresentano tutte le persone bisognose di aiuto ovunque nel mondo. La telecamera segue per tutto il video l'uomo, che non mostra mai il volto. Il video è girato in un continuo long take, sebbene vi siano dei tagli nascosti dal fumo.
Nelle scene dell'edificio in fiamme si vede la band suonare la canzone, apparentemente impassibile davanti al caos tutto attorno. Questo è l'unico video dei Foo Fighters al quale prese parte il chitarrista Franz Stahl, che rimpiazzò Pat Smear.

## Tracce
Testi e musiche di Dave Grohl e dei Foo Fighters, eccetto dove indicato.
CD (Australia)
1. My Hero – 4:21
2. Dear Lover – 4:34
3. For All the Cows (Live) – 3:43 (Dave Grohl)

CD (Giappone)
1. My Hero – 4:20
2. Requiem – 3:30 (Killing Joke)
3. Drive Me Wild – 3:22 (Jamie Starr)
4. Down in the Park – 4:05 (Gary Numan)
5. Baker Street – 5:38 (Gerry Rafferty)
6. See You (Acoustic) – 2:26
7. For All the Cows (From the Special Acoustic Live in Japan) – 3:40 (Dave Grohl)

CD (Regno Unito)
1. My Hero – 4:21
2. Baker Street – 5:37 (Gerry Rafferty)
3. Dear Lover – 4:34
4. Enhanced Section – video

7" (Regno Unito)
- Lato A

1. My Hero – 4:21

- Lato B

1. Dear Lover – 4:34

## Formazione
Gruppo
- Dave Grohl – voce, chitarra, batteria
- Pat Smear – chitarra
- Nate Mendel – basso

Produzione
- Gil Norton – produzione
- Bradley Cook – registrazione
- Chris Sheldon – missaggio
- Ryan Boesch – assistenza tecnica
- Todd Burke – assistenza tecnica
- Jason Mauza – assistenza al missaggio
- Bob Ludwig – mastering

## Classifiche
| Classifica (1998)             | Posizione massima |
| ----------------------------- | ----------------- |
| Australia                     | 74                |
| Regno Unito                   | 21                |
| Stati Uniti                   | 59                |
| Stati Uniti (alternative)     | 6                 |
| Stati Uniti (mainstream rock) | 8                 |

## Cover
Nel 2006 i Paramore hanno realizzato una cover del brano per la colonna sonora del film Superman Returns. Tale reinterpretazione è stata successivamente pubblicata come singolo nel luglio 2023.